# Thomas Dreßen
Thomas Dreßen (Garmisch-Partenkirchen, 22 novembre 1993) è un ex sciatore alpino tedesco.

## Biografia

### Stagioni 2009-2017
Originario di Garmisch-Partenkirchen  e attivo in gare FIS dal dicembre del 2008, Dreßen in Coppa Europa ha fatto il suo esordio il 21 gennaio 2011 a Oberjoch in slalom gigante, senza completare la gara, e ha ottenuto il primo podio il 10 febbraio 2012 a Sarentino, piazzandosi 2º in supergigante. Nella stessa stagione ha vinto la medaglia d'argento nello slalom gigante ai Mondiali juniores di Roccaraso; ai successivi Mondiali juniores di Jasná 2014 ha vinto una seconda medaglia d'argento, in discesa libera.
Ha esordito in Coppa del Mondo il 21 febbraio 2015 nella discesa libera di Saalbach-Hinterglemm, classificandosi 39º, e ai Campionati mondiali nella rassegna iridata di Sankt Moritz 2017, dove è stato 12º nella discesa libera, 14º nella combinata e non ha completato il supergigante. Il 2 dicembre dello stesso anno ha colto il suo primo podio in Coppa del Mondo, nella discesa libera della Birds of Prey di Beaver Creek (3º), mentre il 20 gennaio 2018 si è aggiudicato nella medesima specialità la prima gara nel circuito, sulla Streif di Kitzbühel.

### Stagioni 2018-2024
Ai XXIII Giochi olimpici invernali di Pyeongchang 2018, sua unica presenza olimpica, si è classificato 5º nella discesa libera, 12º nel supergigante e 9º nella combinata. Nella stagione 2019-2020 (rientrando da un grave infortunio subito la stagione precedente durante le tappe nordamericane) in Coppa del Mondo ha vinto tre gare, tra le quali la discesa libera della Kandahar di Garmisch-Partenkirchen il 1º febbraio (impresa che non riusciva ad un tedesco nella gara di casa dal 1992) e quella disputata a Saalbach-Hinterglemm il 13 febbraio 2020 che sarebbe rimasta la sua ultima vittoria nel circuito, nel quale il giorno dopo nella medesima località in supergigante ha ottenuto l'ultimo podio (3º); a fine stagione è risultato 2º nella classifica della Coppa del Mondo di discesa libera, a 212 punti dal vincitore Beat Feuz. 
Ai Mondiali di Cortina d'Ampezzo 2021 si è piazzato 18º nella discesa libera e a quelli di Courchevel/Méribel 2023, suo congedo iridato, è stato 10º nella medesima specialità. Considerato uno dei migliori discesisti puri della sua generazione, ha annunciato il suo prematuro ritiro dall'attività agonistica il 18 gennaio 2024 a causa dei persistenti problemi fisici delle ultime due stagioni; la sua ultima gara è stata la discesa libera di Coppa del Mondo disputata a Kitzbühel il 20 gennaio precedente.

## Palmarès

### Mondiali juniores
- 2 medaglie:
  - 2 argenti (slalom gigante a Roccaraso 2012; discesa libera a Jasná 2014)

### Coppa del Mondo
- Miglior piazzamento in classifica generale: 8º nel 2018
- 10 podi (7 in discesa libera, 3 in supergigante):
  - 5 vittorie (in discesa libera)
  - 5 terzi posti (2 in discesa libera, 3 in supergigante)

#### Coppa del Mondo - vittorie
| Data             | Località               | Paese    | Specialità |
| ---------------- | ---------------------- | -------- | ---------- |
| 20 gennaio 2018  | Kitzbühel              | Austria  | DH         |
| 10 marzo 2018    | Lillehammer Kvitfjell  | Norvegia | DH         |
| 30 novembre 2019 | Lake Louise            | Canada   | DH         |
| 1º febbraio 2020 | Garmisch-Partenkirchen | Germania | DH         |
| 13 febbraio 2020 | Saalbach-Hinterglemm   | Austria  | DH         |

Legenda:

DH = discesa libera

### Coppa Europa
- Miglior piazzamento in classifica generale: 56º nel 2015
- 2 podi:
  - 1 secondo posto
  - 1 terzo posto

### South American Cup
- Miglior piazzamento in classifica generale: 4º nel 2017
- Vincitore della classifica di discesa libera nel 2017
- 5 podi:
  - 1 vittoria
  - 4 secondi posti

#### South American Cup - vittorie
| Data             | Località | Paese | Specialità |
| ---------------- | -------- | ----- | ---------- |
| 6 settembre 2017 | La Parva | Cile  | SG         |

Legenda:

SG = supergigante

### Campionati tedeschi
- 5 medaglie[2]:
  - 3 ori (discesa libera, combinata nel 2015; discesa libera nel 2018)
  - 2 argenti (supergigante nel 2015; combinata nel 2017)